# Чернишенко Володимир Олександрович
Володимир Олександрович Чернишенко (нар.31 березня 1986) — український перекладач з англійської прози і віршів Ред'ярда Кіплінга, Джаклін Вілсон, Пола Ґелліко, Шела Сільверстейна. Доктор біологічних наук, працює у відділі структури і функції білка Інституту біохімії імені О. В. Палладіна НАН України,

## Біографія
За освітою — біотехнолог, закінчив Київський Національний університет імені Тараса Шевченка за спеціальністю «біотехнологія» (2009). Навчався в аспірантурі Київського Національного університету ім. Т. Г. Шевченка (2009—2012).
Молодший науковий співробітник відділу структури і функції білка Інституту біохімії імені О. В. Палладіна НАН України. Позаштатний працівник видавництва «Навчальна книга — Богдан». Організатор Кіплінґ-фесту у Вінниці (січень 2012) та Другого Кіплінґ-фесту у Києві (2013).

### Серія «Дівчатка Джаклін»
1. Джаклін Вілсон «Дитина-валіза», Видавництво «Навчальна книга — Богдан», 2010. — 152 с.
2. Джаклін Вілсон «Історія Трейсі Бікер», Видавництво «Навчальна книга — Богдан», 2010. — 192 с.
3. Джаклін Вілсон «Зірка з ліжка та сніданку», Видавництво «Навчальна книга — Богдан», 2011. — 224 с.
4. Джаклін Вілсон «Опівночі», Видавництво «Навчальна книга — Богдан», 2011. — 256 с.
5. Джаклін Вілсон «У головній ролі — Трейсі Бікер», Видавництво «Навчальна книга — Богдан», 2012. — 192 с.
6. Джаклін Вілсон «Дівчата закохані», Видавництво «Навчальна книга — Богдан», 2013. — 120 с.
7. Джаклін Вілсон «Вечірка з ночівлею», Видавництво «Навчальна книга — Богдан», 2013. — 136 с.

### Твори Ред'ярда Кіплінґа
1. Ред'ярд Кіплінґ «Межичасся»: поезія (у співавторстві з: М.Стріха, В.Марач, Є. Сверстюк, А. Могильний, М. Левіна, Л. Солонько та ін.) — Видавництво «Навчальна книга — Богдан», 2009. — 304 с. — (Серія: Шедеври Світової поезії).
2. Ред'ярд Кіплінґ «Такі собі казки» (у співавторстві з Н. Дьомова, І. Сав'юк), Видавництво «Навчальна книга — Богдан», 2009. — 128 с.
3. Ред'ярд Кіплінґ «Легенди з Книги Джунґлів», Видавництво «Навчальна книга — Богдан», 2011. — 144 с.
4. Ред'ярд Кіплінґ «Казки на всі смаки», вибрана проза та вірші, Видавництво «Навчальна книга — Богдан», 2013. — 120 с.

### Обережно: дівчатка
1. Сьюзен Кулідж «Невгамовна Кейті», Видавництво Старого Лева, 2010. — 288 с.
2. Сьюзен Кулідж «Невгамовна Кейті в школі», Видавництво Старого Лева, 2013.

### Серія: Казки Старого Лева
1. Едіт Несбіт «Книга Драконів»: казки, Видавництво Старого Лева, 2010. — 208 с.

### Поза серіями
1. Пол Ґелліко «Томасіна»: повість (у співавторстві з: Н.Дьомова) — Видавництво «Навчальна книга — Богдан», 2010. — 224 с.
2. Шел Сільверстейн «Де закінчується тротуар»: вірші та малюнки (у співавторстві з: Галина Михайловська, Тарас В'єнц, Галина Ільницька, Зоряна Лісевич, Наталія Безсонова) — Видавництво «Навчальна книга — Богдан», 2011. — 192 с.
3. Джошуа Слокам «Навколосвітня подорож вітрильником наодинці» (у співавторстві з: А.Санченко, Струнін Дмитро, О.Бережний, ван дер Бюйтен Захар, Мисько Сергій, Михайловська Галина, Семигаленко Ірина, Чумак Василь — К.І.С., 2011. — 248 с.
4. Редьярд Кіплінґ «Метелик, який тупнув ніжкою», Видавництво Старого Лева, 2012. — 28 с.

### Власна літературна творчість
Володимир Чернишенко «Битва за місто»: віршована казка / іл. Тетяна Копитова. — Київ: Видавництво «ArtBooks», 2022. — 36 с.

## Нагороди
Топ БараБуки в категорії «Воєнні книжки» (2022) за книжку «Битва за місто».

## Інтерв'ю
- Володимир Чернишенко: «Перекладачу в Україні не конче бути божевільним»[8].
- Володимир Чернишенко: «Хтось у дитинстві мріяв швидше вирости. Я мріяв не дорослішати»[9].
- Володимир Чернишенко: «Автор дитячої книги не має права сфальшивити чи покривити душею»[10].